# Antonino Stancanelli
Antonino Stancanelli, né le 29 mars 1902 à Novara di Sicilia et mort à Palerme, est un homme politique italien. Il fut notamment un Préfet italien de la Province de Messine à la suite du débarquement allié en Sicile.

## Biographie
Antonino Stancanelli naît à Novara di Sicilia le 29 mars 1902,. Il est le fils de Giuseppe Stancanelli, propriétaire, et de Teresa Stancanelli. Par sa mère, il est le neveu de l'avocat et député Girolamo Stancanelli. Pendant la période fasciste, la famille Stancanelli qui avait été libérale et démocrate émigre massivement hors de son village natal. Une partie part vivre dans la ville de Messine tandis qu'Antonino Stancanelli va vivre à Palerme, chef-lieu de la Sicile, où il réside dans la Via Mariano Stabile. Il reste très proche d'éminentes personnalités politiques du Parti démocrate italien. Il fait également partie de la franc-maçonnerie dont il est un des principaux membres dans la province de Messine puis dans la province de Palerme.
Après la libération de la Sicile par les anglo-américains, Antonino Stancanelli est nommé préfet de la Province de Messine,, à Novara di Sicilia par l'amiral britannique Bertram Ramsay soucieux de récompenser un ancien anti-fasciste. Antonino Stancanelli appartient alors au Parti démocrate du travail, parti social-démocrate proche du Comité de libération nationale.
Stancanelli prend officiellement ses fonctions à Messine le 20 décembre 1943. Il occupe cette charge pendant près d'un an et, en 1944, Luigi Stella lui succède en tant que préfet de la province de Messine.

## Œuvre
Antonino Stancanelli écrira ses mémoires de la Seconde Guerre mondiale : 
- L'occupazione alleata a Messina e l'attività ricostruttiva degli americani negli anni 1943 e 1944 (Lire en ligne), livre de 109 pages édité par la Società siciliana per la storia patria en 1979.

## Hommage
À Novara di Sicilia, une rue du centre-historique a été nommée en honneur à Antonino Stancanelli : la Via Antonino Stancanelli.